# Robert L. Howard

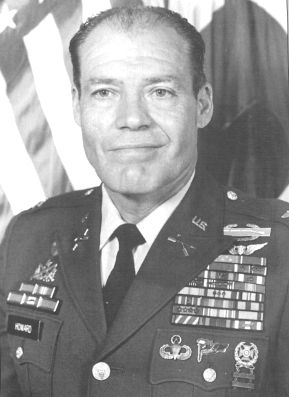
Colonel Robert L. Howard

Robert Lewis Howard (n. 11 iulie 1939 – d. 23 decembrie 2009)  a fost un colonel american foarte decorat care a primit Medalia de Onoare pentru participarea sa la Războiul din Vietnam. El a fost rănit de 14 ori în peste 54 de luni de luptă.